# Alpha Arae
Alpha Arae, latinizat din α Arae, este a doua cea mai strălucitoare stea din constelația sudică a constelației Altarul. Cu o magnitudine vizuală aparentă medie de 2,93,  este ușor vizibilă cu ochiul liber din emisfera sudică. Această stea este suficient de aproape de Pământ încât distanța sa poate fi estimată folosind datele de paralaxă colectate în timpul misiunii Hipparcos. Este la aproximativ 270 light-yeari (83 pc)     distanță, cu o marjă de eroare de 7%. Magnitudinea vizuală a stelei este diminuată cu 0,10 magnitudini ca urmare a dispariției din gazul și praful care intervin. 

## Proprietăți

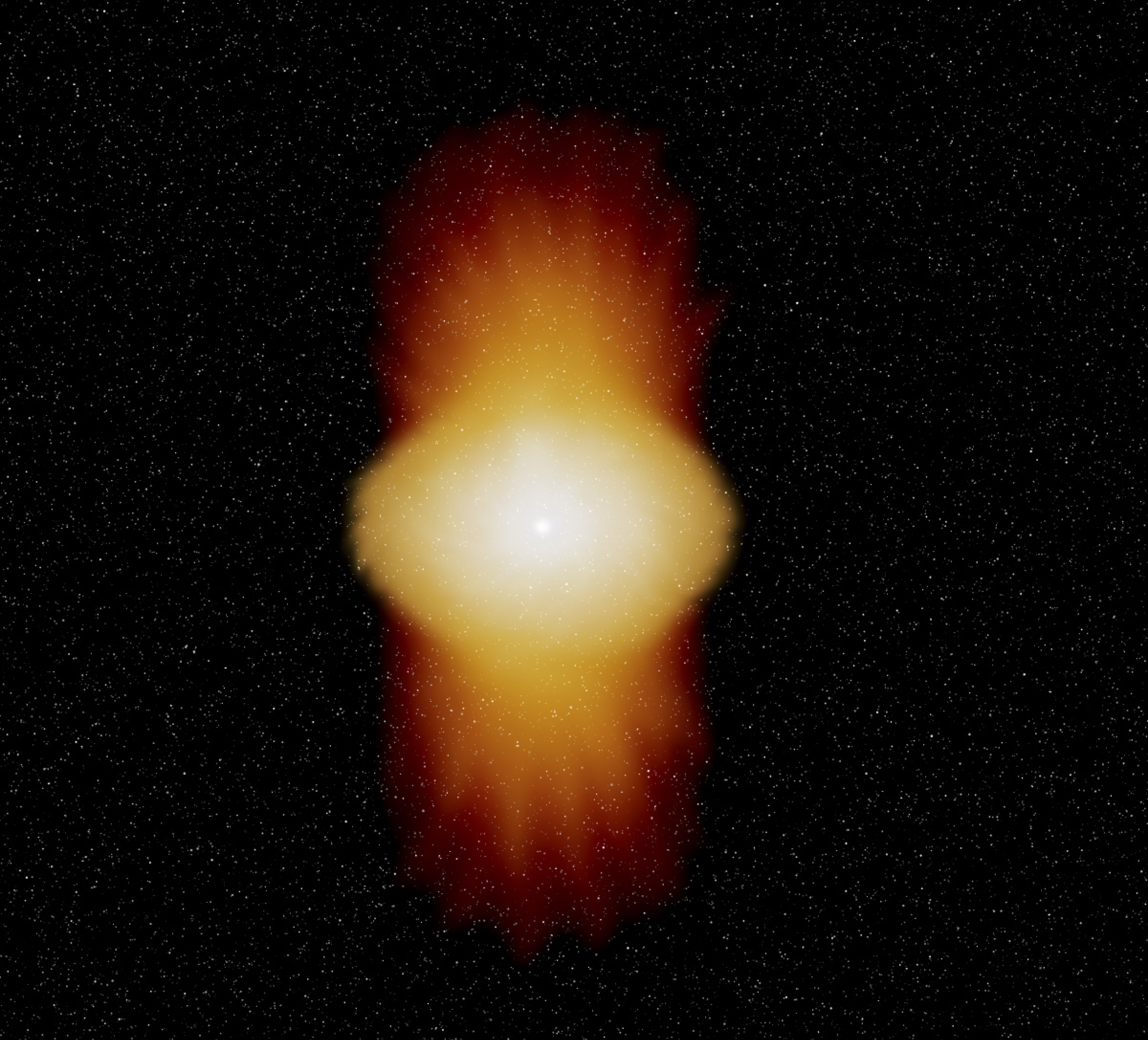
Impresia artistică a discului din jurul Alpha Arae

Alpha Arae are o clasificare stelară B2 Vne,  indicând faptul că este o stea masivă de secvență principală de tip B. Notarea „n” din sufix indică faptul că liniile de absorbție din spectrul stelei apar răspândite și nebuloase din cauza efectului Doppler din rotația rapidă. Viteza de rotație proiectată măsurată a fost măsurată până la 375 km s−1 .  Meilland și colab. (2007) estimează că polul stelei este înclinat cu 55 ° față de linia vizuală, obținând o viteză azimutală ecuatorială de 470 km s−1 . Acest lucru este aproape de viteza critică în care steaua ar începe să se rupă.  Rotația rapidă provoacă o bombă ecuatorială pronunțată de aproximativ 2,4-2,7 ori mai mare decât raza polară. 
Este o stea Be, așa cum este indicat de notația „e” în clasificarea stelei. Acest lucru indică faptul că liniile de emisie sunt observate în spectru, care provine de pe un disc de material evacuat din stea datorită rotației sale rapide.  În 2003 și 2005, Alpha Arae a fost observată prin interferometrie în infraroșu, folosind instrumentele MIDI și AMBER la interferometrul VLT. Rezultatele, publicate în 2005 și 2007, par să arate că Alpha Arae este înconjurat de un disc ecuatorial dens de material în rotație Kepleriană (mai degrabă decât uniformă) și că pierde masa din cauza vântului polar stelar cu o viteză terminală de aproximativ 1.000 km/s. Există, de asemenea, unele dovezi că Alpha Arae este orbitată de un însoțitor la 0,7 UA.  
Această stea este de aproximativ 9,6 ori mai masivă decât Soarele și are în medie o rază de 4,5 ori mai mare.  Este de 5.800 de ori mai luminos decât Soarele,  energia sa emisă din învelișul său exterior la o temperatură efectivă de 18.044° K.  Această căldură îi conferă lui Alpha Arae nuanța alb-albastru caracteristică stelelor de tip B. Este o stea variabilă cu o magnitudine care variază între 2,76 m și 2,90 m .   Catalogul general al stelelor variabile îl clasifică doar ca BE, indicând că este o variabilă Be star, dar nu evident o variabilă Gamma Cassiopeiae.  Indicele internațional al stelelor variabile îl definește ca GCAS + LERI, prezentând atât variații periodice rapide, cât și erupții neregulate lente. 
Alpha Arae are o stea însoțitoare vizuală, CCDM J17318-4953B, situată la aproximativ 50 de secunde de arc de-a lungul unui unghi de poziție de 168 °, cu o magnitudine vizuală aparentă de aproximativ 11.  Cele două stele apar aproape una de alta prin coincidență și nu sunt fizic apropiate în spațiu. 

## În cultură
Cu β și σ Arae formează asterismul chinezesc Choo ( pinyin : chǔ,杵), „pistil” în astronomia tradițională chineză . A fost a doua stea a lui Choo (杵二), dar RH Allen a folosit numele Choo doar pentru această stea.  Patrick Moore îl înscrie pe Choo ca nume propriu pentru această stea în catalogul său de stele al constelației Ara.  Acest nume primește și ortografia franceză Tchou. Există un alt Choo în constelația Pegasus.
În chineză ,杵( Chǔ ), adică Pestle, se referă la un asterism format din α Arae, σ Arae și β Arae.  În consecință, denumirea chineză pentru α Arae în sine este杵二( Chǔ èr , engleză the Second Star of Pestle). 